# Hof Tangermann

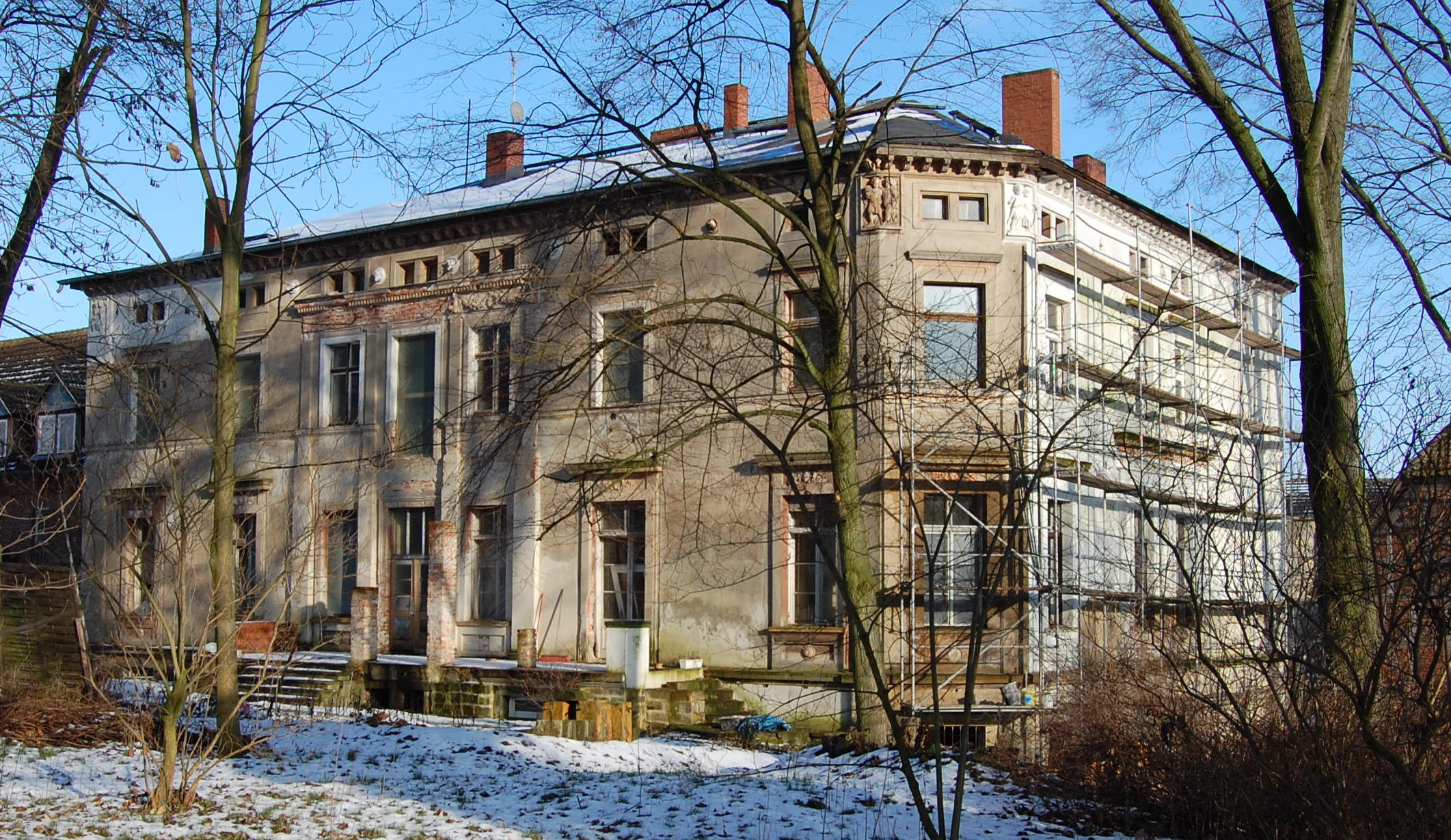
Herrenhaus

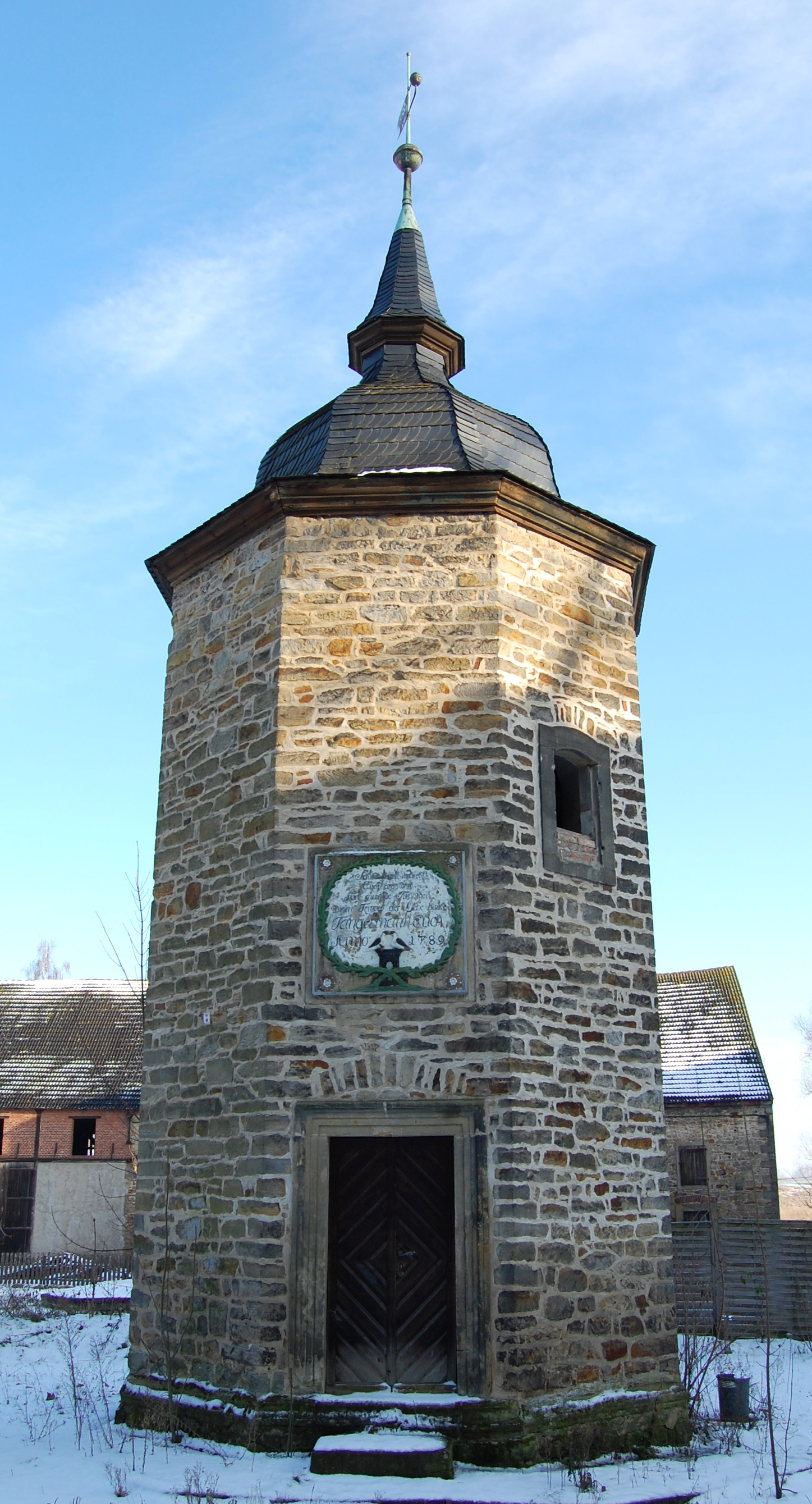
Taubenturm

Der Hof Tangermann ist eine unter Denkmalschutz stehende Hofanlage im zu Wefensleben gehörenden Ortsteil Belsdorf in Sachsen-Anhalt.
Der sehr große Vierseitenhof ging aus einem in Beziehung zum Kloster Marienborn stehenden Klostergut hervor. Der Klosterhof hatte seit 1327 bestanden. Der Hof befand sich im Besitz des Pächters der Komturei Süpplingenburg, Wilhelm von Posewitz. Später war die Familie Tangermann Eigentümer. An der Westseite des Hofs befindet sich ein aus der Mitte des 19. Jahrhunderts stammendes klassizistisches Herrenhaus. Bemerkenswert ist der im Hof stehende achteckige barocke Taubenturm. Einer am Turm befindlichen Inschrift nach entstand er 1789. Der Taubenturm verfügt über zwei Stockwerke und wurde aus regelmäßigen Bruchsteinen errichtet. Bekrönt wird er von einer schiefergedeckten, geschweiften Haube. Die an der Westseite des Turms angebrachte Inschrift lautet: „Schäbelt und mehret Euch ungestört Hier, girrende Täubchen, Diesen Tempel der Liebe baute Tangermann Euch Anno 1789“.
Erwähnenswert ist auch ein historisches Fachwerkhaus mit vorkragendem Dach. Westlich des Herrenhauses erstreckt sich ein kleiner Park. Die Hofanlage ist in Teilen erheblich sanierungsbedürftig (Stand: Dezember 2009).